# Mons Claudianus
Mons Claudianus era una cava romana situata nel deserto orientale egiziano, circa a metà strada fra il Mar Rosso e Qena.
Il complesso archeologico comprende una guarnigione, un sito di cava e quartieri di abitazione per civili e operai.
Nella cava si estraeva granodiorite che era poi distribuita in tutto l'Impero romano come materiale di costruzione.
I turisti possono oggi osservare blocchi di granito, con parecchi abbozzi di elementi architettonici come colonne spezzate.
Nel sito sono stati scoperti numerosi testi iscritti su ceramica frammentaria (ostraka).

## Scoperta
Il sito di Mons Claudianus fu scoperto nel 1823 da Wilkinson e Burton.

## Ubicazione
Mons Claudianus si trova nel deserto orientale dell'Alto Egitto. Il sito è ubicato a nord di Luxor, tra le città egiziane di Qena, sul Nilo, e Hurghada, sul Mar Rosso, circa 500 km a sud del Cairo e 120 km a est del Nilo, a un'altitudine di circa 700 m, nel cuore della catena montuosa del Mar Rosso.
A circa 50 km di distanza si trova un'altra cava di pietra imperiale nota con il nome di Mons Porphyrites; questa cava è l'unica cava di origine nota al mondo del porfido viola.

## Storia
I Romani scavarono nella cava di Mons Claudianus per circa due secoli, dal I secolo d.C. fino alla metà del III secolo d.C.
Nel sito della cava o nelle sue vicinanze non vi sono tracce di insediamenti antecedenti quello romano. Le condizioni aride del deserto hanno permesso la conservazione di documenti e reperti organici.

## Estrazione e utilizzo delle risorse
Mons Claudianus costituiva una fonte abbondante di granodiorite per Roma. Il materiale qui estratto fu utilizzato in notevoli strutture romane, tra le quali Villa Adriana a Tivoli, numerose terme pubbliche, pavimenti e colonne del tempio di Venere, il palazzo di Diocleziano a Spalato e le colonne del pronao del Pantheon di Roma.
In particolare, le colonne del Pantheon erano alte ciascuna 12 m con diametro pari a 1,5 m e pesavano 60 tonnellate ciascuna.

## Vie di accesso e trasporti
Mons Claudianus era collegata alla valle del Nilo tramite una strada romana tuttora rintracciabile che disponeva, a intervalli corrispondenti a un giorno di viaggio, di stazioni di sosta.
Le pietre estratte nella cava, cui era già data una forma nel deserto, erano trasportate lungo la strada fino al Nilo, da dove poi proseguivano via nave per Roma.
I documenti rinvenuti nel sito fanno riferimento a carri a 12 e a 4 ruote e tra di essi vi è anche una richiesta di fornitura di nuovi assi.
Il viaggio durava per lo meno cinque giorni.
Le stazioni di sosta, che sembravano piccoli "forti" difesi, erano dotate di molte stanze, stalle e riserve idriche e garantivano, oltre all'acqua e al cibo, il riposo e il pernottamento a uomini e animali che trasportavano le pietre.
Gli asini potevano essere impiegati nel trasporto di alimenti e acqua che servivano alla persone che si trovavano nei tratti compresi tra due stazioni di sosta, oltre che a trainare i carri.
Comunque, per carichi più pesanti, sembra che sia la forza di lavoro umana sia quella animale fossero utilizzate.
I cammelli erano impiegati per la trasmissione di comunicazioni e per il trasporto di alimenti e acque.
Le colonne potevano anche essere trascinate per oltre 100 km dalla cava fino al fiume su slitte di legno, siccome il percorso dalla cava al Nilo era tutto in discesa.
Quindi, poste su barconi, si facevano scendere lungo il Nilo trasportate dalla corrente quando il livello dell'acqua era alto, durante le piene primaverili, e poi trasferito alle navi per attraversare il Mediterraneo e giungere così al porto romano di Ostia. Lì, erano trasferite nuovamente su barconi, che erano trainati lungo il Tevere fino a Roma.

## La vita aMons Claudianus
La gestione della cava dipendeva dall'esercito romano.
I cavatori di Mons Claudianus erano una forza lavoro civile qualificata e ben pagata e il loro stile di vita presso la cava potrebbe essere definito anche lussuoso.
Gli ostraka si riferiscono a quattro gruppi di persone: soldati e ufficiali, operai civili qualificati, operai generici, donne e bambini.
Grazie agli ostraka si è appreso che parecchi operai di Mons Claudianus guadagnavano circa 47 dracme al mese, che era all'incirca il doppio di quanto ricevevano i colleghi operai della valle del Nilo, oltre a un artab (circa 27 litri) di frumento.
Nel corso degli scavi sono stati rinvenuti 55 diversi tipi di piante alimentari e 20 fonti di proteine animali. Pesce dal Mar Rosso, beni di lusso come carciofi e limone e come il pepe proveniente dall'India, selvaggina, lumache e ostriche erano alcuni degli alimenti disponibili.
Il rinvenimento di semi di cavolo, barbabietola, insalata, menta, basilico e alcuni altri vegetali, che non sarebbero stati presenti nel sito se questi fossero stati lì trasportati per essere consumati, indica che questi vegetali erano sia trasportati al sito sia erano lì coltivati, al fine di mantenere la salute degli operai in buone condizioni garantendo l'adeguata assunzione di ferro e vitamina C.
Si sono rinvenuti anche chicchi carbonizzati di orzo germinato, cosa che indicherebbe che gli abitanti del sito producessero birra.
La pula, la paglia, il grano d'orzo, il carbone di legna e materiale da concimaia erano importati e utilizzati per l'alimentazione animale, come temperamento per la realizzazione di intonaco e di mattoni di fango e come combustibile per i forni e i fuochi.
Presso le cave, si possono tuttora osservare parecchie colonne, alcuni bacini e una vasca da bagno che giacciono rotte; la colonna più lunga misura circa 20 m e pesa circa 200 tonnellate.
Molti edifici si conservano in altezza intatti fino al livello del tetto. L'insediamento sembrava un forte, con mura e torri sporgenti. Si stima che il complesso ospitasse circa 1000 persone, tra cavatori e guardie.
Le pietre estratte dalla cava subivano già nel deserto una lavorazione preliminare che dava loro la forma, probabilmente per ridurne il peso.